# Coleophora gallivora
Coleophora gallivora é uma espécie de mariposa do gênero Coleophora pertencente à família Coleophoridae.